# Social Science Research Network
SSRN, anteriormente conhecido como Social Science Research Network, é um repositório e uma revista internacional dedicada à rápida disseminação de pesquisas acadêmicas nas ciências sociais e humanas e outras. Elsevier comprou o SSRN da Social Science Electronic Publishing Inc. em maio de 2016.

## História
O SSRN foi fundado em 1994 por Michael Jensen e Wayne Marr, ambos economistas financeiros.
Em janeiro de 2013, o SSRN foi classificado como o maior repositório de acesso aberto do mundo pelo Ranking Web of Repositories (uma iniciativa do Cybermetrics Lab, um grupo de pesquisa pertencente ao Conselho Nacional de Pesquisa da Espanha), medido pelo número de arquivos PDF, backlinks e resultados do Google Scholar.
Em maio de 2016, o SSRN foi comprado da Social Science Electronic Publishing Inc. pela Elsevier.
Em julho de 2016, houve relatos de documentos sendo removidos do SSRN sem aviso prévio; comentários de análise do SSRN indicaram que isso se devia a preocupações com direitos autorais. Gregg Gordon, CEO do SSRN, caracterizou a questão como um erro que afetou cerca de vinte artigos.
A partir de 2017, o SSRN vem adicionando novas disciplinas em áreas como biologia, química, engenharia, medicina, ciência da computação e outras.

## Operações
Trabalhos acadêmicos em formato PDF podem ser enviados diretamente ao site do SSRN pelos autores e, em seguida, estão disponíveis em todo o mundo por download. Os usuários também podem assinar e-mails abstratos, cobrindo uma ampla gama de áreas de pesquisa e especialidades de tópicos. Esses e-mails distribuidores contêm resumos (com links para o texto completo, quando aplicável) de artigos enviados recentemente à SSRN no respectivo campo.
O SSRN, como outros serviços de pré-impressão, circula publicações por toda a comunidade acadêmica em um estágio inicial, permitindo que o autor incorpore comentários na versão final do artigo antes de sua publicação em um periódico. Além disso, mesmo que o acesso ao trabalho publicado seja restrito, o acesso ao trabalho original permanece aberto através do SSRN, desde que o autor decida manter o trabalho. Frequentemente, os autores retiram os artigos a pedido dos editores, principalmente se forem publicados por editoras comerciais ou universitárias que dependem do pagamento de cópias em papel ou acesso on-line.
Os trabalhos acadêmicos em formato PDF podem ser carregados diretamente no site do SSRN pelos autores e podem estar disponíveis para download. A partir de 2019, o download pelos usuários geralmente estará sujeito ao registro ou conclusão de um desafio do ReCAPTCHA.
Editores e instituições podem fazer upload de documentos e cobrar uma taxa pelos leitores para fazer o download deles. Os usuários também podem se inscrever para abstrair os diários de e-mail cobrindo uma ampla variedade de assuntos. Esses periódicos eletrônicos distribuem periodicamente e-mails contendo resumos (com links para o texto completo, quando aplicável) de artigos submetidos recentemente ao SSRN no respectivo campo.
No SSRN, os autores e os documentos são classificados pelo número de downloads, que se tornou um indicador informal de popularidade em sites de pré-impressão e acesso aberto.